# Aventurierii Spațiului
Uchūsen Sagittarius (宇宙船サジタリウス Uchūsen Sajitariusu?, lit. Spaceship Sagittarius) Aventurierii spațiului este un anime science fiction realizat de Nippon Animation⁠(d) în colaborare cu TV Asahi. Regia aparține lui Kazuyoshi Yokota.⁠(d) Serialul are 77 de episoade și prima difuzare a avut loc în perioada 10 ianuarie 1986 și 3 octombrie 1987. Anime-ul are la bază seria de benzi desenate creată de fizicianul italian Andrea Romoli
Anime-ul s-a bucurat de un imens succes în Japonia și chiar a câștigat Tezuka's Atom Award la Festivalul de Film de Tokyo.
Serialul descrie aventurile a patru astronauți care călătoresc prin spațiu la bordul navei Săgetătorul și vizitează numeroase planete. Pe fiecare din aceste palenete au câte o aventură, multe dintre ele ascunzând în spate o experiență morală.
Serialul a fost dublat în franceză și difuzat în Quebec începând cu 1 mai 1989 pe Super Écran, apoi redifuzat din 4 septembrie 1990 pe Canal Famille. Muzica tematică a emisiunii în versiunea franceză a fost cântată de Bernard Fortin.

## Cadrul de desfășurare
Acțiunea are loc într-un viitor aparent apropiat. Lumea seamănă foarte mult cu lumea de la sfârșitul secolului al XX-lea, dar există o cantitate considerabilă de tehnologie futuristă : călătoriile interstelare sunt la ordinea zilei (agenția spațială care angajează personajele este o agenție privată modestă, fără legătură cu guvernul), există arme laser etc. Nu se menționează internetul (serialul a fost creat înainte ca internetul să devină cu adevărat răspândit), iar personajele folosesc tehnologii învechite, cum ar fi dischetele (în loc de CD-uri sau DVD-uri ) pentru stocarea datelor .
Săgetătorul este o navă spațială veche care folosește un fel de petrol drept combustibil, dar este capabilă să părăsească Pământul și să ajungă pe planete uneori în doar câteva ore. Personajele nu apelează la costume sau tuburi de oxigen decât în spațiul cosmic, fiind capabile să respire pe fiecare dintre planetele pe care le vizitează.
Serialul era plin de umor, dar încorporează și teme mature. Multe episoade abordează subiecte precum: prietenia, războiul în general, pericolul războiului nuclear sau al exploziei nucleare (Japonia a fost victima bombardamentelor atomice de la Hiroshima și Nagasaki ), protejarea mediului și a speciilor pe cale de dispariție, sclavia, consumul de droguri, alcoolismul (există o aventură în care Toppy devenise alcoolic și își abandonase familia), pirații, realitatea virtuală (într-o aventură exista o lume completă care era o iluzie controlată în întregime de un computer) etc.

## Personaje

### Personaje principale
Tope (トッピー Toppī?)
Dublaj voce: Bin Shimada⁠(d) 
Toppy este liderul grupului. Este un tânăr cap de familie cu o soție și o fiică. De obicei, este strategul grupului și dă instrucțiuni echipajului său. Uneori este în conflict cu Rana. La începutul seriei, era pilot angajat de o agenție spațială. „Săgetătorul”, nava spațială în care eroii călătoresc prin spațiu, provine de la acea agenție. În benzile desenate, numele lui este Tope.
Rana (ラナ)
Dublaj voce: Kenichi Ogata
Seamănă cu o broască verde antropomorfă. Este căsătorit cu o femeie obeză. Are șapte copii care îi iubește enorm. Când compania care deține Săgetătorului, duce lipsă de comenzi Rana este forțat să lucreze în condiții proaste în fabrici, așteptând următoarea călătorie cu spațială. Este cel mai agresiv din grup și are un temperament irascibil. De asemenea, îi place să flirteze cu femeile. Adoră lasagna.
Giraffe (ジラフ Jirafu?)
Dublaj voce: Yoku Shioya⁠(d) 
Corpul îi este inspirat de cel al lunei girafe. După Toppy, este cel mai înțelept membru al echipajului. Este om de știință și știe multe despre materii precum chimie și botanică . Este complet îndrăgostit de profesoara Anne, cu care se va căsătorii. Rana are tendința să-l irite. 
Sebeep (シビップ Shibippu?)
Dublaj voce: Mitsuko Horie⁠(d) 
O plantă antropomorfă care seamănă cu un cactus . Sebeep a fost găsit de Toppy, Rana și Giraffe pe o planetă într-una din aventurile lor și a devenit membru al echipei. Sebeep este mereu fericit și zâmbitor. El este chitaristul și cântărețul grupului, fiind văzut mereu cu o chitară atașată la spate. Îi place atât să cânte, cât și să danseze. Episoadele în care Sebeep este vedeta sunt episoade foarte emoționante și aproape întotdeauna implică și o melodie.
Professor Anne (アン教授 An-kyōju?)
Dublaj voce: Maya Okamoto⁠(d) 
Aplecată spre știință, profesoara Anne este femeia cea mai des întâlnită în serial. Are părul roz, iar fața ei seamănă foarte mult cu cea a lui Toppy. Îl iubește pe Giraffe, deși uneori reacționează nepoliticos față de el.

### Alte personaje
Beat (ピート Pīto?)
Dublaj voce: Gara Takashima⁠(d) 
Libu (リブ Ribu?)
Dublaj voce: Mayumi Shō⁠(d), Kumiko Watanabe⁠(d) 
Nala (ナラ Nara?)
Dublaj voce: Atsuko Mine⁠(d) 
Tora (トラ?)
Dublaj voce: Chika Sakamoto⁠(d) 
Tara (タラ?)
Dublaj voce: Miki Narahashi⁠(d) 
Runa (ルナ?)
Dublaj voce: Kumiko Watanabe⁠(d) 
Lala (ララ Rara?)
Dublaj voce: Kazue Ikura⁠(d) 
Karin (カリン?)
Dublaj voce: Eriko Hara⁠(d) 
Company President (社長 Shachō?)
Dublaj voce: Yasuo Muramatsu⁠(d) 

## Episoade
| Episod | Titlul episod                                 | Rezumat |
| ------ | --------------------------------------------- | --- |
| 1      | Urmărirea frumoasei profesoare                | Giraffe îi angajează pe Toppy și Rana pentru o călătorie pe planeta Vega 3 pentru a o aduce înapoi pe profesoara Anne. Anne a plecat pe Vega 3 pentru a dovedi că extratereștrii de pe această planetă sunt cei care au întemeiat civilizația Continentului Mu de pe Pământ. Toppy și Rana nu sunt fericiți să plece în această călătorie, mai ales că soția lui Toppy este pe cale să nască. Sunt obligați de șeful lor. După ce Giraffe le povestește mai multe despre Anne cei doi își schimbă perspectiva. În timpul călătoriei Săgetătorul este avariat de un meteorit și toți trei lucrează pentru a repara nava. |
| 2      | Extraterestrul misterios Apare Seebep         | Săgetătorul ajunge pe Vega 3 exact când nava Profesoarei Anne intra în atmosferă. Giraffe, Toppy și Rana se angajează în urmărirea profesoarei timp în care încearcă să o convingă să renunțe la expediție și să se întoarcă acasă. Anne le explică motivele ce au împins-o să plece spre Vega 3 și faptul că are de dovedit pe lângă teoria istorică a continentului Mu și faptul că este o femeie puternică și independentă. Anne aterizează înaintea Săgetătorului, și cei trei găsesc nava profesoarei abandonată. Pe planetă îl întâlnesc pe Seebep, un cântăreț spațial ce se oferă să le fie ghid. Rana îi sfătuiește pe ceilalți să refuze. Ajunși în cel mai apropiat sat, Giraffe, Toppy și Rana sunt închiși de săteni datorită unei greșeli de comunicare și se află la un pas de a fi executați. Sunt salvați de Seebep ce îi impresionează pe săteni cu unul din cântecele lui. |
| 3      | Urmărirea. Toppy într-o situație periculoasă  | Toppy, Rana și Giraffe pornesc într-o călătorie cu vaporul, urmărind-o pe profesoara Anne, care plecase cu o zi înainte la bordul unei alte nave. În timpul călătoriei, Seebep îi încântă pe pasageri cu cântecele sale, spre mulțumirea proprietarului vasului.Drumul lor este întrerupt de o navă aparținând agenției rivale, Cosmo, care aterizează în apropiere, și care, la rândul ei, o caută pe Anne — aceasta apelase anterior și la serviciile lor. Profitând de situație, Toppy se strecoară la bordul navei Cosmo, care decolează imediat și ajunge din urmă vasul Annei.Încercând să se deghizeze într-un angajat Cosmo, Toppy este rapid descoperit și închis în cală. Totuși, Anne îl găsește și îl eliberează. În conversația lor, Toppy îi spune că Giraffe așteaptă un răspuns la cererea în căsătorie pe care i-a făcut-o. Anne promite că va da un răspuns la finalul călătoriei.În cele din urmă, Toppy reușește să evadeze de pe nava Cosmo și se reîntoarce la prietenii săi. |
| 4      | Șarpele zburător. Salvarea puiului de monstru | Vasul celor patru prieteni ajunge în Ku-nyo, destinația finală a călătoriei lor pe apă. La despărțire, căpitanul le oferă o masă în semn de recunoștință și le indică traseul pe care, cel mai probabil, l-a urmat profesoara Anne. Cum nu dispun de bani și Rana suferă de claustrofobie — ceea ce îl împiedică să doarmă într-un hotel ieftin și înghesuit — prietenii decid să petreacă noaptea sub cerul liber. Acolo sunt atacați de mai multe creaturi, printre care și un monstru mare și verde. În timpul confruntării, puiul monstrului îl atinge pe Rana și îi preia mirosul, lucru care face ca mama sa să-l respingă. Toppy și Giraffe intervin și îl ajută să se reîntoarcă în familia lui. Între timp, în urma unei neînțelegeri cu Giraffe, Rana decide să plece din grup și pornește singur înapoi spre navă. |
| 5      | Misteriosul sat Lailala                       | Rămas singur, despărțit de prietenii săi, Rana își dă seama că nu are mijloacele necesare pentru a se întoarce la navă. Fără bani, se oprește la marginea orașului. Acolo, o navetă de luptă aparținând agenției Cosmo se prăbușește în apropierea lui. Încercând să salveze pilotul, Rana intră în contact cu reprezentanții agenției Cosmo, care îi propun o slujbă: să piloteze o navetă de luptă și să intimideze locuitorii satului Lailala, aflat pe un zăcământ de uraniu râvnit de agenție.Între timp, Toppy și Giraffe pornesc în căutarea lui Rana, fiind ghidați de Seebep până în satul Lailala, care se dovedește a fi satul lui natal. Acolo descoperă că sătenii suferă de o boală misterioasă. Giraffe identifică rapid cauza: prospecțiunile pământenilor au distrus recoltele locale, iar lipsa alimentelor bogate în nutrienți a dus la un deficit de vitamina B1 în rândul sătenilor. Giraffe găsește și o soluție pentru această problemă.Pe când se află la bordul navetei de luptă, Rana atacă satul, dar Seebep îl face să renunțe la misiune. Folosește un instrument muzical uriaș, ascuns într-o clădire de piatră din centrul satului, pentru a-l convinge. În cele din urmă, Rana decide să prăbușească voluntar naveta. Cei de la Cosmo, convinși că în clădirea de piatră se află o armă periculoasă, aleg să lase satul în pace. La final cei patru pornesc mai departe pe umele profesoarei Anne, care se dovevește că trecuse la rândul ei prin sat și le lăsase sătenilor medicamente. |
| 6      | Arma secretă a profesoarei Anne               | Profesoara Anne este capturată de soldații din satul Merica și dusă în fața lui Ganrei, conducătorul satului. Acesta îi cere să-i ajute la construirea unor arme care să le ofere un avantaj într-un posibil război cu satul Sovie, aflat dincolo de munte. Întregul context reflectă o alegorie a Războiului Rece: soldații din Merica poartă uniforme asemănătoare celor ale unioniștilor din Războiul Civil American, iar Ganrei este îmbrăcat într-un costum ce amintește de steagul american. Anne este forțată să finalizeze în doar trei zile un set de arme asemănătoare unor rachete, dar acestea au probleme legate de compoziția pulberii explozive. Refuzând să sprijine eforturile de război, Anne încearcă să evadeze în prima noapte, dar eșuează. Cu toate acestea, face o descoperire importantă: o întâlnește pe prințesa Meryl, fiica lui Ganrei, care are o relație secretă cu Ivan, un soldat din Sovie și fiul lui Gorba, liderul satului rival. Meryl îi mărturisește lui Anne că războiul dintre cele două sate are la bază conflicte absurde și neînțelegeri vechi. În scurt timp, și Giraffe, Rana, Toppy și Seebep ajung în Merica, dar sunt acuzați de spionaj și alungați de soldați. Într-o conversație cu Ganrei, Anne află că oamenii din Merica trăiesc în sărăcie și frustrare, iar ideea războiului este folosită pentru a le distrage atenția și a preveni revoltele. Inspirată, Anne găsește o soluție neașteptată: în loc să construiască rachete, fabrică artificii. În ziua planificată pentru atac, artificiile sunt lansate spre satul Sovie. Spectacolul de lumini îi lasă pe toți fără cuvinte — sătenii din ambele părți uită de război, iar tensiunea se risipește. În acel moment, Meryl și Ivan își dezvăluie relația în fața tuturor. Impresionați, Ganrei și Gorba decid să facă pace și le permit celor doi să se căsătorească, punând astfel capăt conflictului dintre cele două sate. |
| 7      | Hai să ne certăm și să fim fericiți!          | Toppy, Rana, Giraffe și Seebep ajung într-un sat condus de un misionar care le predică locuitorilor importanța evitării conflictelor. Acolo, cei patru află cu stupoare că profesoara Anne ar fi murit și chiar văd piatra ei de mormânt. Rămași în sat pentru câteva zile, fiecare își găsește o formă de refugiu: Giraffe reia exersarea unui cântec pe care încerca să-l învețe pe vremea când Anne era încă în viață, iar Toppy și Rana observă un fenomen ciudat — cuplurile din sat se despart, în ciuda eforturilor lor de a nu se certa niciodată. Curioși, Toppy și Rana îl confruntă pe misionar și pe membrii unui cuplu aflat pe punctul de a se despărți. Le explică că evitarea conflictelor nu duce la armonie, ci la acumularea frustrărilor, și că uneori e mai sănătos să îți exprimi neînțelegerile decât să le reprimi. Adevărul spus de ei începe să schimbe perspectiva comunității.La final, misionarul le face o mărturisire tulburătoare: profesoara Anne nu a murit, ci a plecat mai departe spre spre muntele Ishta — un loc din care, se spune, nimeni nu se mai întoarce. Convins că nu avea șanse de supraviețuire, el i-a construit un mormânt simbolic. Când a aflat că cei patru voiau să-i urmeze drumul, a preferat să le spună că Anne a murit, sperând astfel să-i protejeze de aceeași soartă. |

## Cântece
Stardust Boys (スターダスト ボーイズ)
Tema de deschidere: Hironobu Kageyama și Koorogi '73
Dream Light Years (夢光年)
Tema de încheiere: Hironobu Kageyama și Koorogi '73
Soul Brother (ソウルブラザー)
Image Song sung by: Hironobu Kageyama⁠(d) & Koorogi '73⁠(d)
LIVING IN THE LIFE